# ألف ليلة وليلة (مسلسل 1984)
ألف ليلة وليلة هو مسلسل تلفزيوني مصري من إخراج عبد العزيز السكري وبطولة نجلاء فتحي، حسين فهمي، عبد المنعم إبراهيم، توفيق الدقن وعزيزة حلمي.

## نبذه
يتزوج شهريار (حسين فهمي) في كل ليلة من فتاة جديدة ليقتلها مع مطلع الصباح، وحين يأتي الدور على شهرزاد (نجلاء فتحي)، تسحره وتخلب عقله بمخزونها الهائل الذي لا ينضب من الحكايات المشوقة التي تسردها عليه كل ليلة حتى مطلع الصباح، فيؤجل كل يوم قتل شهرزاد إلى اليوم الذي يليه.

## طاقم العمل
- نجلاء فتحي بدور شهرزاد
- حسين فهمي بدور شهريار
- عبد المنعم إبراهيم بدور قمر الزمان
- توفيق الدقن بدور مفتاح سر التاريخ